# Danny (football, 1983)
Pour les articles homonymes, voir Danny.
Daniel Miguel Alves Gomes, mieux connu sous le nom de Danny, né le 7 août 1983 à Caracas, est un ancien footballeur international portugais. Il évoluait au poste de milieu offensif.

## Biographie
Fils d'immigrants portugais, il revient très jeune à Tabua sur l'archipel de Madère, la région natale de ses parents. Il est formé au CS Maritimo, puis rejoint le Sporting Portugal à Lisbonne.
Il participe aux jeux olympiques d'Athènes en 2004 avec l'équipe espoir du Portugal. Il est cependant l'une des grandes déceptions du football portugais, puisqu'il il ne parvient pas à s'imposer au Sporting Portugal. Pour avoir plus de temps de jeu il est alors transféré au Dynamo Moscou. 
Il est convoqué pour la première fois en équipe nationale pour affronter les Îles Féroé en match amical le 20 août 2008. Il est transféré fin août au club du Zénith Saint-Pétersbourg pour près de 30 millions d'euros.
Avec le Zénith, lors de la finale de la Supercoupe de l'UEFA contre Manchester United, Danny inscrit un superbe but. En effet, après avoir pris la balle au milieu du terrain adverse, il exploite l'espace que lui laisse la défense mancunienne pour s'avancer dans la surface puis effacer Rio Ferdinand avant de marquer. Il est d'ailleurs élu homme du match.
Il fait partie des 23 sélectionnés pour disputer la Coupe du monde 2010 qui se déroule en Afrique du Sud.
Le 28 mai 2015, le club russe indique sur son compte Twitter que Danny quittera le Zénith à l'issue de la saison après sept ans passés au club.
Finalement Danny le capitaine du Zénith Saint-Pétersbourg a finalement prolongé son contrat pour deux saisons supplémentaires avec le club russe jusqu'en 2017.
En 2017, il rejoint le Slavia Prague.

## Palmarès
- Vainqueur de la Supercoupe de l'UEFA en 2008 avec le Zénith Saint-Pétersbourg
- Champion de Russie en 2010, 2012 et 2015 avec le Zénith Saint-Pétersbourg
- Vainqueur de la Coupe de Russie en 2010 avec le Zénith Saint-Pétersbourg
- Coupe de Tchéquie en 2018 avec le SK Slavia Prague
- Élu meilleur joueur étranger du championnat de Russie en 2006 et 2010

## Buts en sélection
| Buts | Date             | Lieu                          | Adversaire | Résultat | Compétition                     |
| ---- | ---------------- | ----------------------------- | ---------- | -------- | ------------------------------- |
| 1    | 19 novembre 2008 | Brasilia, Brésil              | Brésil     | 2–6      | Amical                          |
| 2    | 8 juin 2010      | Johannesbourg, Afrique du Sud | Mozambique | 3–0      | Amical                          |
| 3    | 3 septembre 2010 | Guimarães, Portugal           | Chypre     | 4–4      | Qualifications pour l'Euro 2012 |
| 4    | 2 septembre 2011 | Nicosie, Chypre               | Chypre     | 4–0      | Qualifications pour l'Euro 2012 |